# 나폴리어
나폴리어(나폴리어: nnapulitano, 이탈리아어: napoletano)는 캄파니아주의 나폴리를 중심으로 하여 바질리카타 주, 칼라브리아주 등 시칠리아를 제외한 남부 이탈리아에서 사용되는 로망스어이다. 화자수는 대략 750만 명가량이다. 나폴리어라는 언어명은 과거 이 지역이 나폴리 왕국이라는 하나의 정치단위로 묶였기 때문에 붙었다. 나폴리어와 표준 이탈리아어 화자간에는 상호의사소통이 되며, 문법성에 중성이 있고, 복수(復數)을 만드는 법따위에서 몇 가지 눈에 띄는 차이점이 있다. 또한 라틴어 이전에 이탈리아반도에 있던 오스칸어의 영향도 받았다. 이탈리아 남부는 역사적으로 그리스의 영향을 받았기 때문에 그리스어로부터도 영향을 받았으며 문학, 음악, 연극 등에 쓰인 적도 있다. 현재 나폴리어는 법적 지위가 없으며, 따라서 학교교육에서 가르치지 않는다. 그러나 나폴리어의 공적 지위를 인정받으려는 노력은 이어지고 있다. 

## 모음
|          | 전설 모음 | 중설 모음 | 후설 모음 |
| -------- | --------- | --------- | --------- |
| 폐모음   | i         |           | u         |
| 중폐모음 | e         | ə         | o         |
| 중개모음 | ɛ         | ə         | ɔ         |
| 개모음   |           | ä         |           |

## 자음
|             |             | 순음 | 치음  | 권설음 | 경구개음 | 연구개음 |
| ----------- | ----------- | ---- | ----- | ------ | -------- | -------- |
| 비음        | 비음        | m    | n̪     | ɳ      | ɲ        | ŋ        |
| 폐쇄음      | 무성음      | p    | t̪     | ʈ      | c        | k        |
| 폐쇄음      | 유성음      | b    | d̪     | ɖ      | ɟ        | ɡ        |
| 마찰음      | 무성음      | f    | s̪     | ʂ      |          |          |
| 마찰음      | 유성음      | v    | z̪     | ʐ      |          |          |
| 설측음      | 설측음      |      | l̪     | ɭ      | ʎ        |          |
| 접근음      | 접근음      |      |       |        | j        | w        |
| 전동음/탄음 | 전동음/탄음 |      | r ~ ɾ | r ~ ɾ  |          |          |

## 같이 보기
- 나폴리 왕국
- 시칠리아어
- 산타 루치아-원래 나폴리어 노래로 이탈리아어로 번역되어 전세계에 퍼졌다.